# 五九七农场
五九七农场是一个位于中华人民共和国黑龙江省双鸭山市宝清县的农场，亦是黑龙江省农垦红兴隆管理局所属的一个农场。
五九七农场组建于1957年，面积960平方公里，总人口3万人。

## 行政区划
五九七农场下辖以下单位：
五九七场直社区、五九七农场第一管理区、五九七农场第二管理区、五九七农场第三管理区、五九七农场第四管理区、五九七农场第五管理区和五九七农场第六管理区。